# Les Films interdits du Troisième Reich
Les Films interdits du Troisième Reich (Verbotene Filme) est un documentaire allemand réalisé par Felix Moeller en 2015.

## Synopsis
L'histoire du cinéma allemand sous la propagande nazie, qui réalisa de 1933 à 1945 plus de 1200 films idéologiques, dont certains sont encore interdits de diffusion à cause de leur contenu raciste.

## Réception
Le Monde, Le Vif et Spielfilm saluent le documentaire,,.